# Vincenzo Re
Vincenzo Re (Parma, 1695 – Napoli, 1762) è stato un pittore e scenografo italiano.

## Biografia
Iniziò la sua carriera a Torino. Nel 1737 divenne assistente dello scenografo Pietro Righini al ricostruito Teatro di San Carlo di Napoli, per poi succedergli nel 1740. Rimase in quel ruolo fino alla morte 22 anni dopo, nel 1762. In questo periodo, progettò e costruì le scenografie per oltre 100 spettacoli, tra  opere musicali, drammi teatrali, commedie e balletti. Molte delle sue scenografie gli hanno richiesto di inventare nuove forme di macchinari teatrali. Occasionalmente curò anche la regia di alcune produzioni.
Oltre al suo incarico al Teatro di San Carlo, Re ha saltuariamente operato per teatri minori, collaborando talvolta con Antonio Baldi. Il suo ruolo lo portò anche ad ideare macchine teatrali per le varie feste nel napoletano e preparò allestimenti per drammi e feste che si tenevano nel teatro di corte e nei palazzi nobiliari di Napoli.
Ebbe modo di collaborare con i suoi affreschi prospettici alla decorazione della Reggia di Portici. In aggiunta a queste ultime, tra le poche documentazioni iconografiche sopravvissute del suo lavoro, sono da segnalare le quindici incisioni di Giuseppe Vasi, alcune delle quali conservate al Victoria and Albert Museum di Londra.